# Monsoon FC
Monsoon FC is een Braziliaanse voetbalclub uit Porto Alegre in de staat Rio Grande do Sul.

## Geschiedenis
De club werd in november 2021 en schreef zich voor het volgende seizoen in in de Série B, de derde klasse van de staatscompetitie. De club won in de groepsfase en stootte in de eindronde door tot de finale, die ze wonnen van Bagé, waardoor ze meteen promoveerden naar de Série A2. In 2023 werd de club overtuigend groepswinnaar met twaalf punten voorsprong op de nummer twee en won in de eindronde ook nog van Pelotas, maar stuitte in de halve finale dan op Guarany de Bagé, waardoor een tweede opeenvolgende promotie niet lukte. De club nam dat jaar ook nog deel aan de Copa FGF en verloor daar in de tweede ronde van stadsrivaal São José, dat in de hoogste klasse speelt. In 2024 bereikte de club de titelfinale, die ze wonnen van Pelotas en zo dus promotie afdwongen naar de Série A1.

## Erelijst
Campeonato Gaúcho Série B
2022